# Гаврилин, Борис Николаевич
Борис Николаевич Гаврилин (род. 8 июля 1939, Москва) — советский и российский конструктор, учёный и педагог, организатор создания ракетно-космической техники, доктор технических наук, профессор. Руководитель и главный конструктор (1982—1990), генеральный директор (1990—2012) и генеральный конструктор ГНИИ приборостроения (с 2014).

## Биография
Родился 8 июля 1939 года в городе Москва.
С 1958 по 1963 годы обучался в Московском авиационном институте, по окончании которого с отличием получил специализацию инженер-конструктор.
С 1963 года начал свою деятельность в Государственном Научно-исследовательском институте приборостроения: инженер-конструктор, старший инженер — руководитель проектов по реализации трёхступенчатой ракеты-носителя  «Восток» и ракеты-носителя тяжёлого класса «Протон», занимался так же проектами ракет для Противовоздушной обороны Москвы. В 1986 году Указом Президиума Верховного Совета СССР за участие в создании универсального  многоканального зенитно-ракетного комплекса противовоздушной и противоракетной обороны — С-300В, Б. Н. Гаврилин был награждён орденом «Знак Почёта».
С 1982 по 1990 годы — руководитель и главный конструктор, с 1990 по 2012 годы — генеральный директор ГНИИ приборостроения. С 2012 года — генеральный конструктор ГНИИ приборостроения. Под руководством и при активном участии Б. Н. Гаврилина институт стал одним из ведущих предприятий военно-промышленного комплекса по созданию современных видов вооружения и ракетной техники.
В 1983 году Б. Н. Гаврилин защитил диссертацию на соискание учёной степени — кандидат технических наук, в 1997 году защитил диссертацию на соискание учёной степени — доктор технических наук. В 1987 году ему было присвоено учёное звание — старший научный сотрудник, так же имеет учёное звание — профессор.
Помимо основной деятельности Б. Н. Гаврилин занимался и педагогической работой, является заведующим кафедрой систем автоматического и интеллектуального управления и профессором этой кафедры в Московском авиационном институте.
В 1999 и в 2008 году Указом Президента Российской Федерации «За выдающиеся заслуги в создании ракетно-космической техники» Б. Н. Гаврилин был награждён 
Орденом «За заслуги перед Отечеством» 3-й и 4-й степени.

## Награды
- Орден «За заслуги перед Отечеством» III степени (23.12.2008[5])
- Орден «За заслуги перед Отечеством» IV степени (1999)
- Орден «Знак Почёта» (1986)
- Медаль «За освоение целинных земель» (1961)

### Звания
- Почётный деятель науки и техники города Москвы (29.09.2017 №74-УМ — «за заслуги в разработке и внедрении высокоэффективной техники и технологий, многолетнюю плодотворную научную деятельность»[6].)
- Почётный гражданин муниципального округа Алексеевский города Москвы (29.08. 2017 года № 68/8 — «за большой вклад в развитие муниципального округа и выдающиеся заслуги перед населением»[6])